# Henry F. Schaefer, III
Henry F. Schaefer, III, detto Fritz (Grand Rapids, 8 giugno 1944), è un chimico statunitense che si occupa di chimica computazionale e chimica teorica.
È uno dei chimici più citati al mondo, con un Thomson Reuters H-Index di 113. È professore di chimica e direttore del Centro per la Chimica Computazionale presso l'Università della Georgia. Schaefer è un importante sostenitore del disegno intelligente. Egli stesso ha affermato di essere un fautore dell’argomento teleologico, ma soprattutto un "fautore di Gesù". È membro di dodici associazioni scientifiche, tra cui l'American Academy of Arts and Sciences, l'American Physical Society, l'American Association for the Advancement of Science, la Royal Society of Chemistry, l'American Chemical Society, e la Chemical Research Society of India.

## Biografia
Henry Schaefer è nato a Grand Rapids in Michigan, ed è cresciuto a Syracuse, New York, Menlo Park, California ed East Grand Rapids, Michigan. Ha conseguito la laurea in fisica chimica presso il Massachusetts Institute of Technology nel 1966 e un dottorato di ricerca laurea in fisica chimica presso la Stanford University nel 1969. È stato professore di chimica presso l'Università della California - Berkeley dal 1969 al 1987. Tra il 1979 e il 1980 è stato direttore dell'Istituto di Chimica Teorica presso l'Università del Texas ad Austin. Nel 1987 si trasferì all'Università della Georgia, dove è professore di chimica e direttore del Center for Computational Quantum Chemistry (CCQC). È membro dell'Accademia internazionale di scienze quantistiche molecolari e per lungo tempo è stato il presidente del WATOC (World Association of Theoretical and Computational Chemists). Nel 2004 è diventato professore di Chimica emerito, all'Università di Berkeley. È stato Professeur d'Echange presso l'Università di Parigi (1977), Gastprofessur alla Eidgenössische Technische Hochshule (ETH), Zurigo (1994, 1995, 1997, 2000, 2002, 2004, 2006, 2008, 2010), e visiting professor presso l'Università Nazionale Australiana (1999). È anche un membro dell'Accademia Americana delle Arti e delle Scienze.
Schaefer è autore di oltre 1.500 pubblicazioni scientifiche con più di 50.450 citazioni (entro la metà del 2016). La maggior parte delle sue pubblicazioni sono nel Journal of Chemical Physics o nel Journal of American Chemical Society.
Schaefer ha ricevuto nel 1979 l'ACS Award in pure chemistry conferito dalla Società Chimica Americana. Nel 1983 ha ricevuto il premio Leo Hendrik Baekeland per il più illustre chimico del Nord America sotto i 40 anni. Nel 1992, gli è stata conferita la Medaglia del centenario della Royal Society of Chemistry di Londra. Nel 2003, Schaefer ha ricevuto l'American Chemical Society Award in Chimica Teorica e il premio Ira Remsen della Johns Hopkins University. Nel 2011 ha ricevuto il prestigioso Premio Ide P. Trotter della Texas A&M University. I precedenti vincitori del premio Trotter includono i premi Nobel Francis Crick, Charles Townes, Steven Weinberg, e William Phillips. Il 5 aprile 2013 presso la Chemical Heritage Foundation di Philadelphia, Schaefer ha ricevuto il Chemical Pioneer Award dell'American Institute of Chemists.

## Pubblicazioni e libri
- Science and Christianity : Conflict or Coherence? Apollos Trust, (2003) ISBN 0-9742975-0-X. Second edition, (2016) ISBN 0-9742975-1-8.
- Scientists and Their Gods (2001)[11]
- Quantum Chemistry: The Development of Ab Initio Methods in Molecular Electronic Structure Theory Dover Publications (February 20, 2004) ISBN 0-486-43246-7